# 南投碧山巖
23°57′43″N 120°38′47″E / 23.961974°N 120.646258°E
南投碧山巖，舊稱柴梳巖，是位於臺灣南投縣南投市福興里的佛寺，為彰化八景之一，也是南投縣忠烈祠的所在。

## 沿革

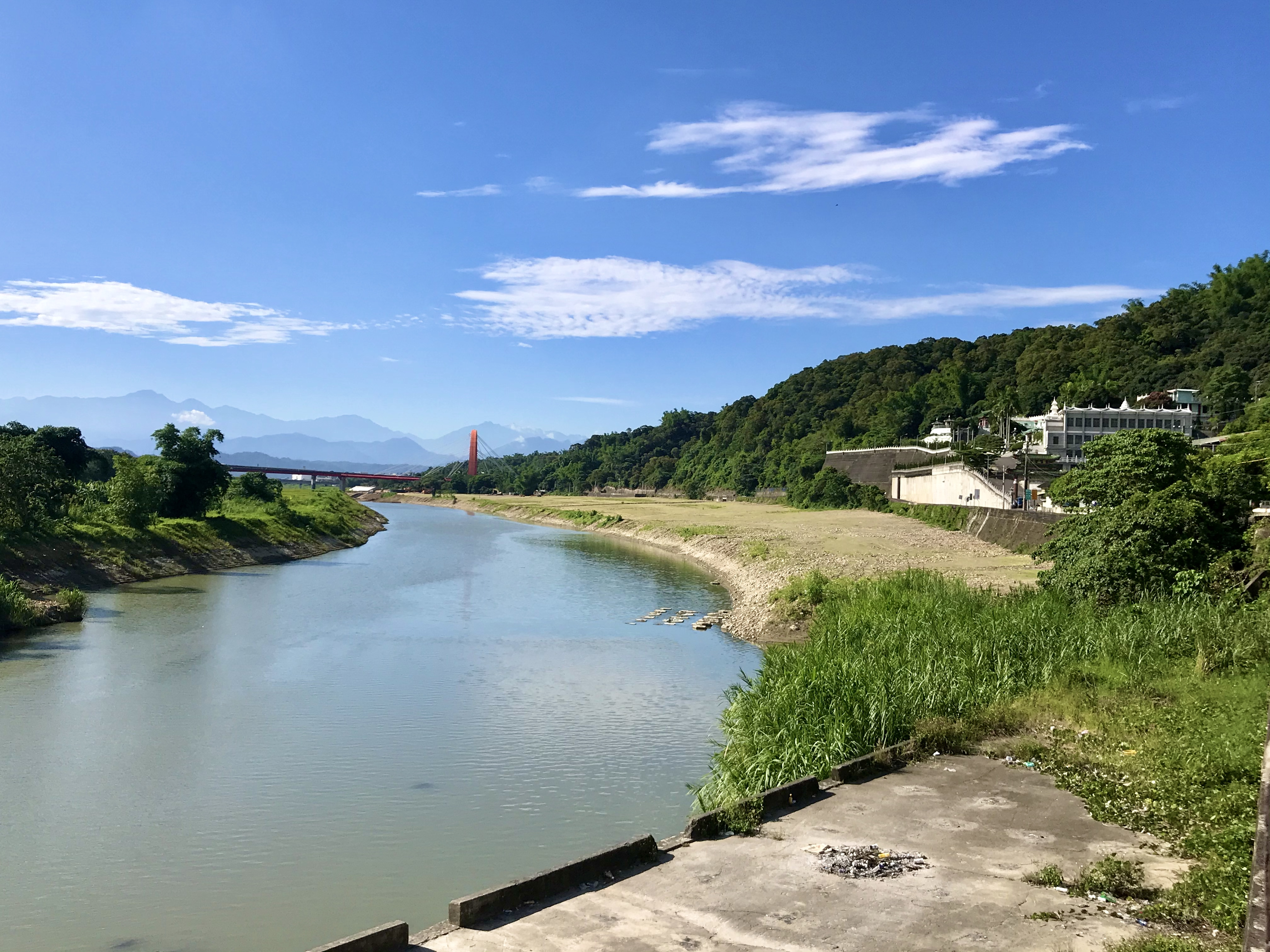
前鄰貓羅溪、台14丁線、後依八卦山脈的南投碧山巖。

清治時期，中臺灣所謂「三巖二寺」之說，三巖就是虎山巖、清水巖、碧山巖。其中碧山巖寺舊稱「柴梳巖」，建於八卦山脈草尾嶺，依《彰化縣志》為乾隆十七年（1752年）住持僧募捐所建，開山祖師為觀恩。因在寺前遠眺草屯全貌與若隱若現的九九峰，以「碧山曙色」之名被列入彰化八景。
道光二十一年（1841年），月眉人倡議重修。1928年，草屯信士洪源卿發起重修，添建佛殿及南北兩旁平屋。
1944年春間，自新竹請來如學尼師入寺住持，至1947年初得一位隱名施主捐助鉅金，遂續在南北兩邊擴建南北平屋各三幢，並架設電燈。戰後地址為南投市彰南路3段1929號，屬福興里。南投縣南投市與彰化縣芬園鄉的行政分界，就以此寺北側的天然坑溝為界，北為彰化，南為南投。1953年，建立講經堂、齋堂、禪房等，又吸取貓羅溪作為水源。八七水災後被毀，殿內古物尚存道光二十一年仲春的「蓮光普照」橫匾、和以碧山為開頭的對聯。1963年在地方人士勸說下重建，1966年完成。重建完成後，曾為南光女眾佛學院。
南投縣長楊昭璧在1966年在碧山巖成立南投忠烈祠，使得此寺成為臺灣少數有忠烈祠的廟宇。
1974年，禪海尼師從日本留學歸來接手主持，並在寺旁經營托兒所。
九二一地震後，寺門前部份地面龜裂和下陷，導致前鄰貓羅溪、台14丁線的擋土牆於次年4月24日凌晨倒塌，一度阻斷交通。